# Caringin (Labuan)
Caringin is een bestuurslaag in het regentschap Pandeglang van de provincie Banten, Indonesië. Caringin telt 6400 inwoners (volkstelling 2010).